# Калачинская епархия
Калачинская епархия — епархия Русской православной церкви, объединяющая приходы и монастыри в восточной части Омской области (в границах Горьковского, Калачинского, Кормиловского, Муромцевского, Нижнеомского, Седельниковского, Черлакского районов). Входит в состав Омской митрополии.
Кафедральный собор — Воскресенский в Калачинске.

## История
Была создана на заседании Священного Синода РПЦ 6 июня 2012 года путём выделения из состава Омской епархии и включена в состав новообразованной Омской митрополии.

## Архиереи
- 12 июля 2012 ― 27 декабря 2023 — Петр (Мансуров)
- 27 декабря 2023 — 30 мая 2024 — Дионисий (Порубай), митр. Омский и Таврический в/у
- с 30 мая 2024 года — Силуан (Глазкин)

## Благочиния
На январь 2023 года епархия разделена на 8 церковных округов:
- Горьковское благочиние
- Калачинское благочиние
- Кормиловское благочиние
- Муромцевское благочиние
- Нижнеомское благочиние
- Оконешниковское благочиние
- Седельниковское благочиние
- Черлакское благочиние

## Монастыри
- Монастырь Архистратига Михаила в селе Ольховка Оконешниковского района (мужской)
- Монастырь Покрова Пресвятой Богородицы в селе Самохвалово Муромцевского района (мужской)
- Монастырь Иконы Божией Матери «Всех Скорбящих Радость» в селе Петропавловка Муромцевского района (женский)